# Syncerus acoelotus
Syncerus acoelotus (лат.) — вымерший вид быков из рода африканских буйволов, обитавший с плиоцена до плейстоцена (5,333—0,781 млн лет назад) в Африке.
Ископаемые остатки этого вида впервые обнаружили в Олдувайском ущелье ещё в 1978 году, а описали его несколько лет спустя. Syncerus acoelotus был крупнее современного африканского буйвола и, вероятно, являлся его предком.
Фоссилии, относимые к виду, найдены в плиоценовых отложениях Эфиопии, ЮАР и в плейстоценовых отложениях Танзании и Эфиопии.